# Comuna Berestivka, Baranivka
Berestivka (în ucraineană Берестівська сільська рада) este o comună în raionul Baranivka, regiunea Jîtomîr, Ucraina, formată din satele Berestivka (reședința), Mîroslavl, Sîtîsko și Zrubok.

## Demografie
Componența lingvistică a satului Berestivka
     Ucraineană (99,07%)
     Alte limbi (0,94%)
Conform recensământului din 2001, majoritatea populației satului Berestivka era vorbitoare de ucraineană (99,07%), existând în minoritate și vorbitori de alte limbi.